# Veterinary Anaesthesia and Analgesia
Veterinary Anaesthesia and Analgesia – międzynarodowe, recenzowane czasopismo naukowe publikujące w dziedzinie nauk weterynaryjnych.
Pismo wydawane jest przez Wiley-Blackwell na zlecenie Association of Veterinary Anaesthetists i American College of Veterinary Anesthesia and Analgesia. Ponadto stanowi oficjalne czasopismo European College of Veterinary Anaesthesia and Analgesia, Veterinary Technician Anaesthesia Society, Academy of Veterinary Technician Anaesthetists oraz International Veterinary Academy of Pain Management. Tematyką obejmuje wszystkie gałęzie anestezjologii oraz znieczulania i uśmierzania bólu u zwierząt, zarówno domowych jak i dzikich i egzotycznych. Publikowane artykuły dotyczą farmakologii, sprzętu, intensywnej terapii, patofizjologii i edukacji weterynaryjnej w omawianym zakresie. Ukazują się tu między innymi artykuły przeglądowe, notki historyczne, recenzje książek i listy.
W 2015 impact factor pisma wynosił 1,72. W 2014 zajęło 25 miejsce w rankingu ISI Journal Citation Reports w dziedzinie  weterynarii.